# دنجاکا
دنجاکا (انگلیسی: Detachment of Deadly Ocean) یا یگان جلال مانگکارا (به فارسی: یگان مرگبار اقیانوس)، یک گروه نیروهای نخبه عملیات ویژه از نیروی دریایی اندونزی می‌باشد. این یگان از پرسنل منتخب واحد نیروی دریایی فروگمن، یگان (کوپاسکا) و سپاه تفنگداران دریایی، گردان شناسایی خاکی (Batalyon Intai Amfibi / taifib).
این واحد در سال ۱۹۸۴ توسط رئیس نیروهای مسلح اندونزی برای مقابله با تهدیدات استراتژیک دریایی، از جمله تروریسم و خرابکاری، تشکیل شد. علی‌رغم دلیل خاص برای تشکیل آن، همان‌طور که در مورد هر نیروی عملیاتی ویژه در سراسر جهان صادق است، این یگان آموزشهای کامل شناسایی، جنگ‌های غیرمتعارف و عملیات مخفیانه در پشت خطوط دشمن را نیز آموزش دیده‌است.